# Porth Nanven

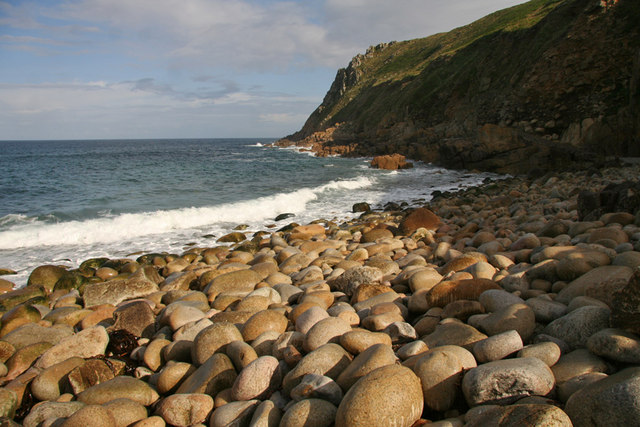
Porth Nanven, 2009

Porth Nanven, auch Dinosaur Egg Beach genannt, ist eine Bucht am Ende des Cot Valley genannten Tales westlich von St. Just im ehemaligen District Penwith. Geprägt ist die Bucht von abgerundeten Felsbrocken, die aus Land’s End Granite bestehen. Etwa 1,5 km westlich befinden sich zwei Felsen im Meer, The Brisons genannt.
Einige km nördlich liegt die Botallack Mine, wo im Cornubischen Batholith im 18. und 19. Jahrhundert Zinn abgebaut wurde. 